# Canusi
Canusi o Ganusi (en llatí Canusius o Ganusius, en grec antic Γανούσιος) fou un historiador grec, aparentment contemporani de Juli Cèsar.
Plutarc l'usa de font per explicar que quan el senat va estar en contra dels procediments de Cèsar a la Gàl·lia, Cató va declarar que Cèsar hauria de ser entregat als bàrbars com a càstig per la seva violació de les lleis de les nacions.